# Палац Погорських

## Адміністративний поділ
- За адмін.поділом 16 ст. Летичівський повіт 16 ст.
- За адмін.поділом 19 ст. Літинський повіт 19 ст.
- За адмін.поділом 20 ст. Старосинявський район.

Івки (пол. Jowki)  поселення, що знаходиться на кордоні Поділля з Волинню. Поселення входило до маєтків Чорторийських з головною резиденцією в Меджибожі. В сер. 19 ст. належало Гарлінському в якого поселення купив літинський хоружий — Ян з Костельця Погорський  г. Огончик. Його онук — Емануєль вибудував на місці старого двору новий палац.
Горлінські, а також Погорські мешкали спочатку в партеровому дворі. В 1906-1908 Емануєль збудував палац, за родиними переказами, на зразок вілли Барбериних в Римі. Проєкт виконав київський архітектор- Кароль Іваніцький, оздоблювальні роботи в середині палацу виконував майстер — Глонек. Будівля була збудована на першому поверсі старого будинку, який був повністю перепланований всередині і добудовано зверху ще один поверх. Будинок був збудований в вигляді чотирьохкутника з чотирма колонами при вході, які завершувалися вгорі арками. На арках був розташований балкон, вихід на який був з другого поверху. Будинок мав низький дах.
В парку знаходилися обширні газони з клумбами, а також стрижені пірамідально чи кулясто — туї.
Під час революції найцініші речі були вивезені до Києва, де можливо розпорошені по музеях. А сам палац був знищений варварами комуністами до фундаментів та і інші речі були знищені на місці.